# Fuscolachnum labradoricum
Fuscolachnum labradoricum är en svampart som först beskrevs av Huhtinen, och fick sitt nu gällande namn av J.H. Haines 1989. Fuscolachnum labradoricum ingår i släktet Fuscolachnum och familjen Hyaloscyphaceae.   Inga underarter finns listade i Catalogue of Life.